# 非弾性中性子散乱
非弾性中性子散乱とは、中性子による非弾性散乱のこと。
中性子の非弾性散乱では、エネルギーや運動量が散乱体のものと交換する。
これはフォノンやマグノンなどの素励起の分散関係の測定に用いられる。
得られた分散関係を解析すると、音速やスピン間の交換相互作用が求まる。
原子が独立振動する場合や、可動イオンがプラズマ振動する場合では、分散がほとんど無いエネルギー励起が起こる。
非干渉性の非弾性散乱強度のフーリエ変換からは時空間相関関数の自己部分が、干渉性の非弾性散乱強度のフーリエ変換からは時空間相関関数の全体が求まる。